# Valea Mare (gmina Gurahonț)
Valea Mare – wieś w Rumunii, w okręgu Arad, w gminie Gurahonț. W 2011 roku liczyła 82 mieszkańców. 